# ヴェリカ・ゴリツァ
ヴェリカ・ゴリツァ（クロアチア語: Velika Gorica）はクロアチア、ザグレブ郡にある都市及び基礎自治体で、トゥロポリェ（Turopolje）地域の中心的な町である。古いスラヴ語でトゥロポリェは雄牛の野などを意味する。2001年現在のヴェリカ・ゴリツァの人口は63,517人で、首都ザグレブの16km南に位置し、市の北側はザグレブと接する。

## 歴史
ヴェリカ・ゴリツァが最初に言及されたのは1228年でこの地の教会に関することであった。トゥロポリェ地域全体では古い歴史があり、石器時代より人の生活の痕跡がある。
中世、ヴェリカ・ゴリツァは教区の中心であったが、オスマン帝国支配時には大きなダメージを受けた。歴史的にヴェリカ・ゴリツァの経済は商業が中心で中心部の広場では市が開かれていた。最初の学校は18世紀に開かれたが、後に閉じられている。1862年にはザグレブ・シサク間でクロアチアでは最初の鉄道の建設が開始されたが、ヴェリカ・ゴリツァの駅は中心部からは離れた場所に置かれた。19世紀から20世紀にかけて経済的に大きく発展し、中心部では建物なども徐々に増えていく。
20世紀後半から現在まではザグレブの郊外として発展し、1995年に市としての地位を得ている。ザグレブに隣接する衛星都市として近年人口は増加傾向にある。